# Leucophlebia lineata
Espèce
Leucophlebia lineata est une espèce d'insectes lépidoptères (papillons) appartenant à la famille des Sphingidae, à la sous-famille des Smerinthinae, à la tribu des Smerinthini et au genre Leucophlebia.

## Répartition et habitat
Répartition
L'espèce est connue au Sri Lanka, en Inde, au Népal, en Thaïlande, dans l'Est et dans le Sud de la Chine, à Taiwan, au Cambodge, au Vietnam, en Malaisie (péninsulaire, Sarawak), en Indonésie (Sumatra, Java, Kalimantan, Florès, Sulawesi) et aux Philippines.

## Description
L'envergure de l'imago varie de 62 à 82 mm. La face dorsale des ailes antérieures est similaire à celle d'autres espèces de Leucophlebia avec une large costale rosâtre et des zones marginales extérieures, une bande plus pâle médiane, mais en diffère par la marge arrière plus pâle, et plus proche de la couleur de la bande médiane.

## Biologie
Les chenilles se nourrissent d'herbes de la famille des Poaceae.

## Systématique
- L'espèce a été décrite par l'entomologiste britannique John Obadiah Westwood en 1847[1].
- C'est l'espèce type pour le genre.

## Leucophlebia lineataet l'Homme
C'est un ravageur secondaire de la canne à sucre.